# William P. Lambertson

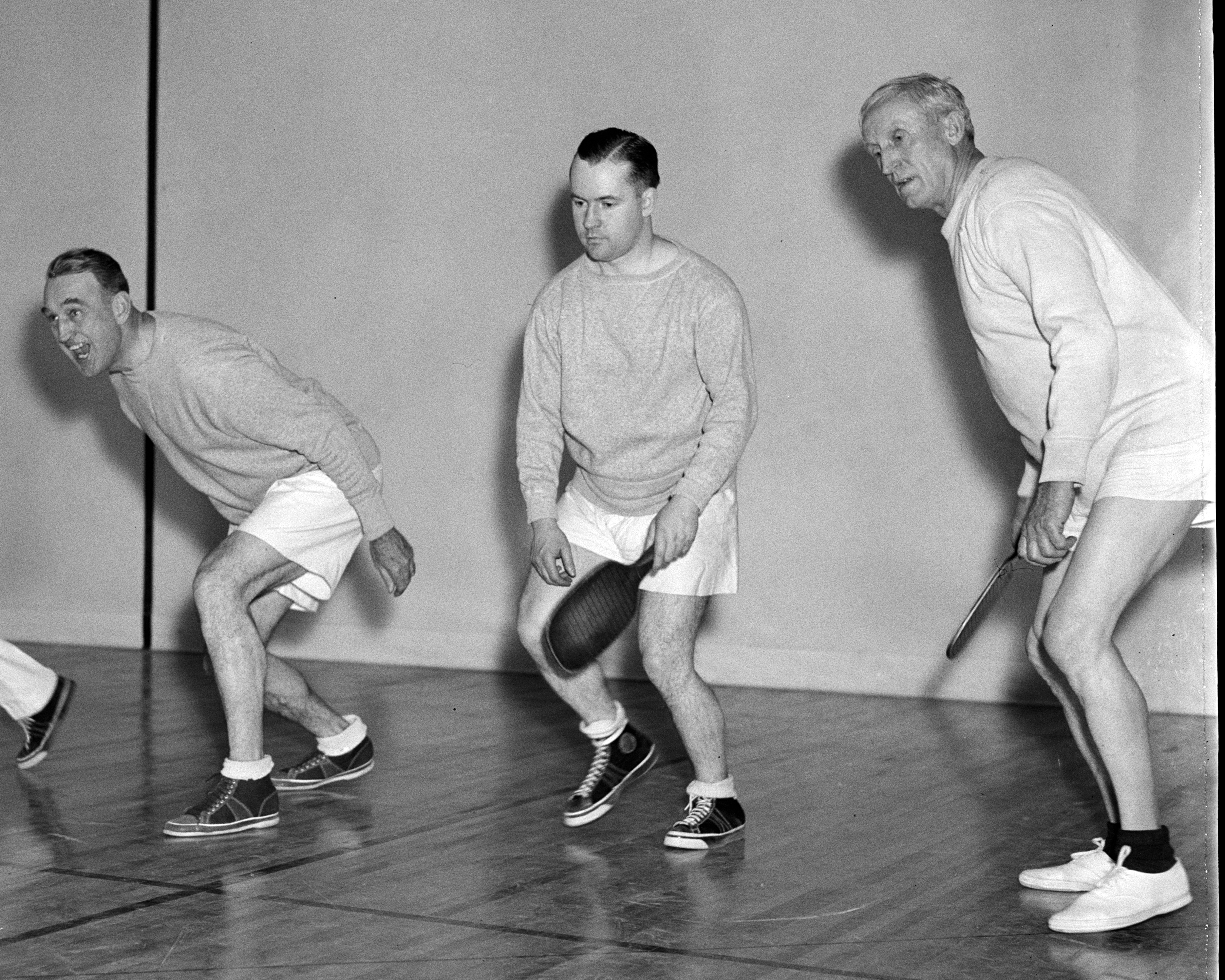
William P. Lambertson (rechts) während einer gemeinsamen Sporteinheit in einer Turnhalle des Kapitolkomplexes mit den Kongressabgeordneten James M. Mead (links) aus New York und Elmer Ryan aus Minnesota.

William Purnell Lambertson (* 23. März 1880 in Fairview, Brown County, Kansas; † 26. Oktober 1957 ebenda) war ein US-amerikanischer Politiker. Zwischen 1929 und 1945 vertrat er den ersten Wahlbezirk des Bundesstaates Kansas im US-Repräsentantenhaus.

## Werdegang
William Lambertson besuchte die öffentlichen Schulen in Ottawa (Kansas). Danach studierte er an der University of Chicago unter anderem Jura. Nach seinem Studium arbeitete er aber in der Landwirtschaft. Politisch wurde er Mitglied der Republikanischen Partei.
Zwischen 1909 und 1911 und nochmals von 1919 bis 1921 war er Abgeordneter im Repräsentantenhaus von Kansas; im Jahr 1911 war er dessen Präsident. Zwischen 1913 und 1915 gehörte Lambertson auch dem Staatssenat an. Im Jahr 1917 war er Vorsitzender einer Leistungs- und Wirtschaftskommission seines Staates (Kansas State Efficiency and Economy Commission). Von 1923 bis 1925 war er Mitglied im Verwaltungsausschuss von Kansas. Im Jahr 1922 bewarb sich Lambertson innerhalb seiner Partei erfolglos um die Nominierung für die Gouverneurswahlen. 1924 und 1926 verfehlte er auch die Nominierung für die jeweiligen Kongresswahlen.
Bei den Kongresswahlen des Jahres 1928 wurde er im ersten Distrikt von Kansas in das US-Repräsentantenhaus in Washington, D.C. gewählt, wo er am 4. März 1929 die Nachfolge von Daniel Read Anthony Jr. antrat. Nach sieben Wiederwahlen konnte er bis zum 3. Januar 1945 im Kongress verbleiben. Die wichtigsten Ereignisse in dieser Zeit waren die Weltwirtschaftskrise und der Zweite Weltkrieg. Außerdem wurden in dieser Zeit die meisten der New-Deal-Gesetze der Bundesregierung verabschiedet.
Im Jahr 1944 wurde Lambertson von seiner Partei nicht für eine weitere Amtszeit nominiert. Auch im Jahr 1946 schaffte er die angestrebte Nominierung für die Rückkehr in den Kongress nicht. Zwischen April 1949 und Dezember 1952 war Lambertson Bürgermeister von Fairview, von 1953 bis 1956 war er Vorsitzender des Kreistages im Brown County. William Lambertson starb im Oktober 1957 in seinem Heimatort Fairview.